# Placa de xisto

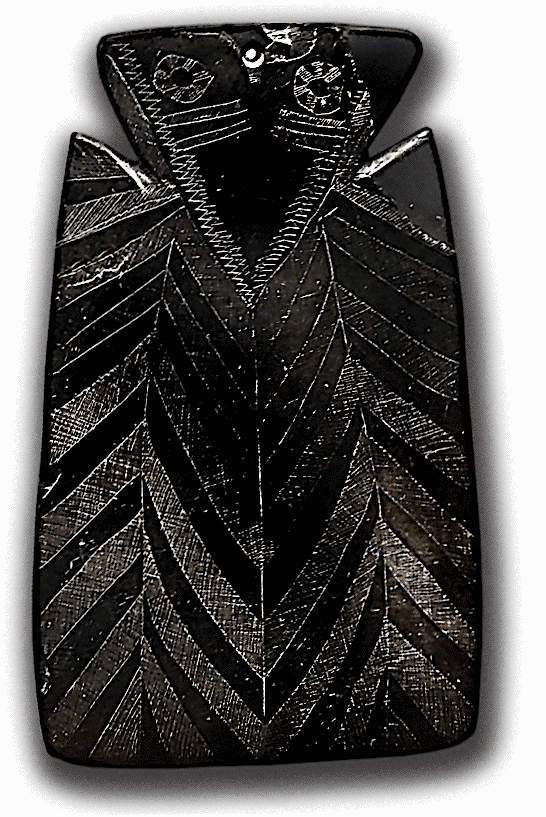
Placa de xisto decorada da Granja de Céspedes, Badajoz

As placas de xisto decoradas aparecem principalmente em sepulturas megalíticas do neolítico final e do calcolitico do sudoeste ibérico (3.000-2500 a.C.). São em regra de forma trapezoidal com 10 a 20 centímetros de altura e gravadas com um estilete de pedra.  

## Carateristicas
A superfície decorada é geralmente dividida em duas partes, separadas por linhas ou faixas. A zona superior representa a cabeça através de um triângulo com o vértice para baixo, ladeado por linhas ou faixas quadriculadas ou por um desenho com um aspecto antropomórfico. A inferior apresenta-se decorada com motivos geométricos, frequentemente triângulos, faixas quebradas ou em ziguezague, motivos axadrezados ou em espinha. No entanto, algumas placas são todas decoradas com motivos geométricos, sem haver separação, o que lhes confere um aspecto menos antropomórfico. 

## Distribuição

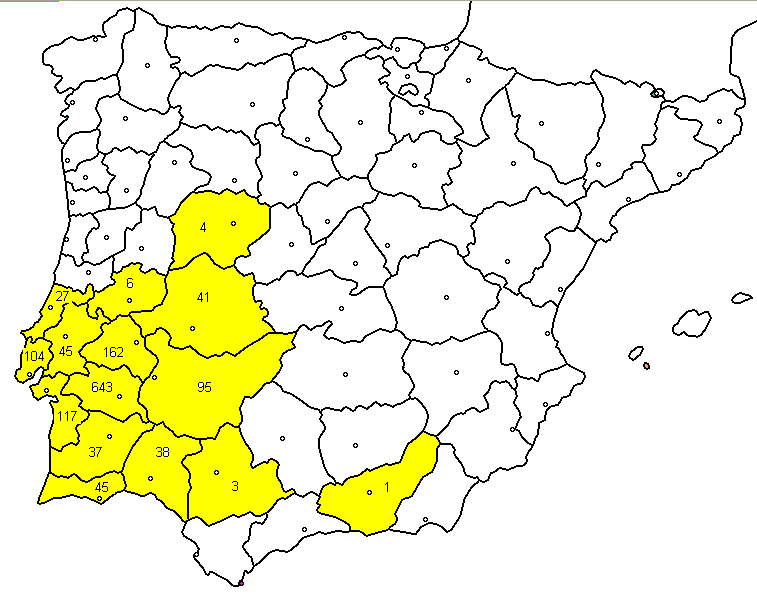
Distribuição por distrito das placas de xisto decoradas

Segundo  Base de Dados online: Engraved Stone Plaque Registry and Inquiry Tool (ESPRIT)  podemos constatar a seguinte distribuição geográfica por país e distrito:

## Interpretação
Para a investigadora Katina Lillios estas placas tem a função pratica de  identificar o indivíduo, a propriedade bem como definir os direitos hereditários. Assim, as figuras geométricas cumprem a função de um código de barras digital. 
Segundo Paulo Pereira (1995, 56) as placas de xisto eram um amuleto individual, apotropaico e protector, sintetizando a imagem da «deusa mãe», pois a decoração geometrizante com triângulos poderá estar associada a um simbolismo feminino.
Note-se a presença de colares de contas de Calaíte, os pentes de marfim, os recortes antropomórficos de várias placas de xisto, na necrópole da lapa do Bugio, são indícios evidentes, de ligações às civilizações do Vale do Nilo.